# Кристаліт
Кристалі́т, або зерно — неогранований монокристал, який під час кристалізації полікристала виростає з окремого зародка і росте до зіткнення з іншими сусідніми кристалітами. Ріст кристалітів відбувається внаслідок приєднання до їхньої поверхні окремих атомів з оточуючого розплаву.
У разі дендритної кристалізації утворюються кристаліти, які називають дендритами.

## Загальний опис
Величезна кількість кристалітів нерегулярної форми становлять структуру полікристалів. Їхні розміри у різних полікристалах можуть змінюватися переважно від часток мікрометрів до кількох міліметрів.
Кристаліти чи зерна відрізняються між собою орієнтацією кристалічної ґратки: однотипні площини в сусідніх зернах розорієнтовані на кути від кількох градусів до десятків градусів. Тому на граничних ділянках між сусідніми зернами атоми перебувають у нерівноважних позиціях, утворюючи поверхневі дефекти кристалічної ґратки, які називають великокутовими границями зерен. Границі зерен ефективно блокують рух дислокацій, забезпечуючи тим зміцнення полікристалів. Що дрібніше зерно, то більша сумарна поверхня границь, а отже, інтенсивніше зміцнення. Огрублення зерен спричинює окрихчення полікристалів. Таким чином, зміною розмірів зерен можна ефективно забезпечувати потрібний рівень структурночутливих механічних чи фізичних властивостей.
У межах зерен можуть існувати субзерна, кристалографічна орієнтація в яких відрізняється на величину від часток градуса до кількох градусів. Тому границі між ними називають малокутовими границями.

## Полімерний кристаліт
Невеликий кристалічний домен у твердому полімерному тілі.
Може мати нечіткі границі, а частина макромолекул може
простягатись поза ним. Термін не є цілком ідентичним до того, який вживається в класичній кристалографії.